# 8997 Davidblewett
8997 Davidblewett este un asteroid din centura principală de asteroizi.

## Descriere
8997 Davidblewett este un asteroid din centura principală de asteroizi. A fost descoperit pe 1 martie 1981 la Siding Spring de Schelte J. Bus. Asteroidul prezintă o orbită caracterizată de o semiaxă mare de 2,58 ua, o excentricitate de 0,13 și o înclinație de 4,3° în raport cu ecliptica.